# Blonde (2022)
Blonde (bra/prt: Blonde) é um filme biográfico ficcionalizado estadunidense escrito e dirigido por Andrew Dominik e é estrelado por Ana de Armas onde ela interpreta a atriz M. Monroe
O filme teve sua estreia mundial no 79º Festival Internacional de Cinema de Veneza em 8 de setembro de 2022, onde recebeu avaliações geralmente positivas dos críticos, que elogiaram o desempenho de Armas, mas ficaram divididos no roteiro e direção de Dominik.

## Sinopse
Depois de uma infância traumática, Norma Jeane Mortenson se tornou uma estrela de cinema e símbolo sexual na Hollywood dos anos 1950. Ela se tornou mundialmente famosa sob o pseudônimo de Marilyn Monroe. Mas as aparições na tela de cinema contrastam fortemente com os problemas amorosos, exploração, abuso de poder e dependência de drogas que ela enfrentava em sua vida privada.

## Elenco
- Ana de Armas como Marilyn Monroe
  - Lily Fisher como Norma Jeane jovem
- Adrien Brody como Arthur Miller
- Bobby Cannavale como Joe DiMaggio
- Julianne Nicholson como Gladys, mãe de Marilyn
- Caspar Phillipson como Presidente John F. Kennedy
- Toby Huss como Allan "Whitey" Snyder
- Sara Paxton como Miss Flynn
- David Warshofsky como Darryl F. Zanuck
- Evan Williams como Edward G. Robinson Jr.
- Xavier Samuel como Charles Chaplin Jr.
- Michael Masini como Tony Curtis
- Luke Whoriskey como James Dean
- Rebecca Wisocky como Yvet
- Ned Bellamy como Doc Fell

## Produção
O filme foi anunciado em maio de 2010, com Naomi Watts interpretando Marilyn Monroe, e Andrew Dominik dirigindo a partir de um roteiro que ele escreveu. A produção estava programada para começar em janeiro de 2011. As filmagens não se iniciaram e a produção foi adiada para 2013. Em junho de 2012, foi anunciado que a Plan B Entertainment produziria o filme, com Brad Pitt, Dede Gardner e Jeremy Kleiner atuando como produtores. Em abril de 2014, foi anunciado que Jessica Chastain se juntaria ao elenco do filme, substituindo Watts. Em agosto de 2016, foi anunciado que a Netflix distribuiria o filme.
Em março de 2019, Ana de Armas anunciada para estrelar o filme, substituindo Chastain. As filmagens finalmente começaram em Los Angeles em agosto de 2019, com Adrien Brody, Bobby Cannavale, Julianne Nicholson e Caspar Phillipson entre os membros do elenco recém-anunciado. Em setembro de 2019, Garret Dillahunt, Scoot McNairy, Lucy DeVito, Michael Masini, Spencer Garrett, Chris Lemmon, Rebecca Wisocky, Ned Bellamy e Dan Butler juntaram-se ao elenco do filme.

## Recepção
No Rotten Tomatoes, o filme possui um índice de aprovação de 42% com base em 287 avaliações, com uma nota média de 5,5/10. O consenso dos críticos do site diz: "Blonde pode ser difícil de assistir, pois oscila entre comentar sobre exploração e contribuir para isso, mas o desempenho luminoso de Ana de Armas torna difícil desviar o olhar". No Metacritic, que usa uma média ponderada, o filme tem uma pontuação de 49 em 100, com base em 55 resenhas, indicando "críticas mistas ou médias".